# Saab 91 Safir
Le Saab 91 Safir est un avion monomoteur à hélice d'entraînement, fabriqué par le suédois Saab de 1946 à 1966 à 323 unités.
À la fin de la Seconde Guerre mondiale, Saab chercha à diversifier son industrie aéronautique vers le marché civil tout en s'équipant d'un nouvel avion d'entraînement. Le projet fut dirigé par l'ingénieur suédois Anders J. Andersson, qui avait précédemment travaillé pour le constructeur allemand Bücker Flugzeugbau. Il s'inspira d'une de ses réalisations à succès, le Bü 181 Bestmann, pour dessiner la cellule du Safir et apporter des améliorations.

## Développement

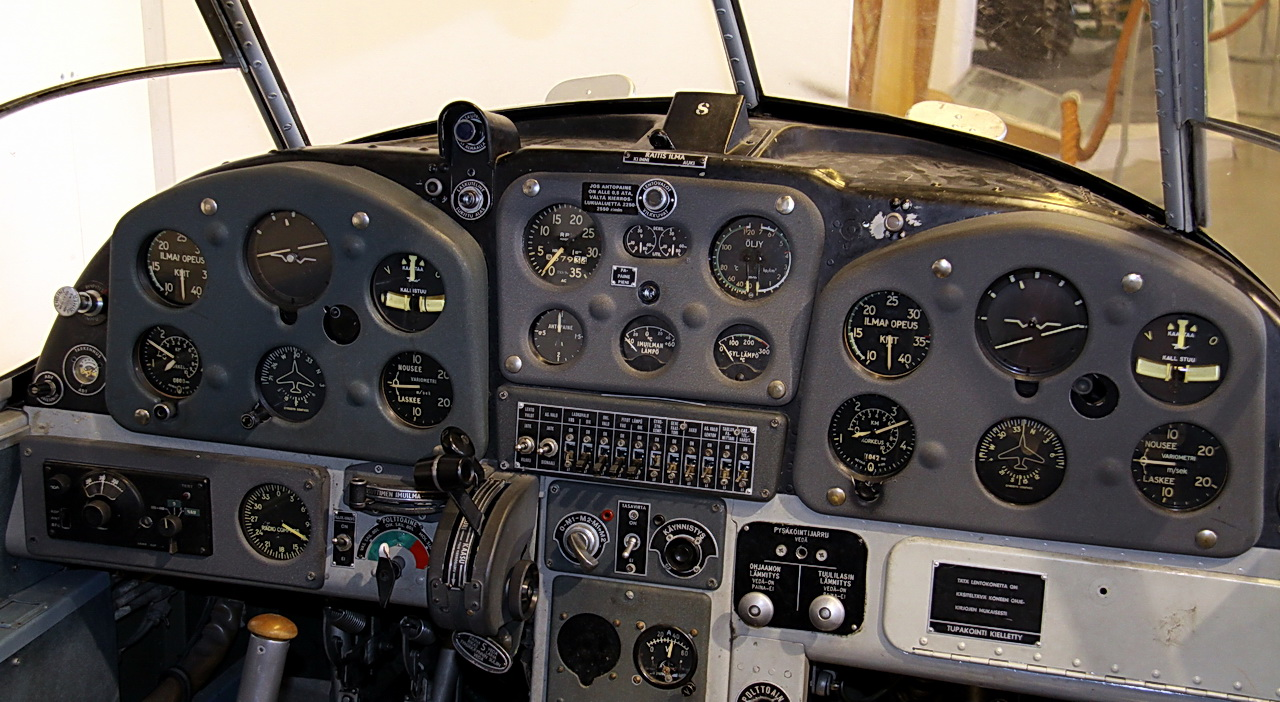
Poste de pilotage du 91D

La première cellule Saab dessinée par Anders J. Andersson fut équipée d'un moteur De Havilland Gipsy Major IC de 132 ch (97 kW), d'un tricycle rentrant et de trois places. Elle prit son premier envol le 20 novembre 1945 et, après de nombreux essais concluants, se dota d'un moteur plus puissant, le De Havilland Gipsy Major 10 de 147 ch (108 kW), pour aboutir en 1946 à la production en série du premier modèle : le 91A.
Contrairement au Bü 181 qui était en bois, le Safir proposait une structure et un carénage tout en métal, avec une coque autoporteuse et des ailerons revêtus de toile tendue. Toutes les commandes étaient doublées. Dans la cabine le pilote prenait place sur le siège de gauche. Derrière lui se situait le compartiment à bagages à la droite duquel se trouvait une seconde place passager. En cas d'urgence les verrières de toit se declipsaient.
Dès 1947 Saab s'intéressa également au développement d'un avion de chasse à réaction. Le prototype Safir 91A fut équipé d'une voilure en flèche développée pour le futur J29 Tunman, afin d'étudier son comportement à vitesse réduite. Désigné Saab 201, il mena à partir du 28 avril 1947 plusieurs séances d'essais concluants. En 1950 Saab réitéra avec le même prototype, désigné alors Saab 202, cette fois pourvu de la voilure d'étude du futur 32 Lansen et, pour l'occasion, du moteur 6 cylindres Lycoming. Le Safir 202 engagea son premier test le 1er mars 1950.

## Versions

### 91A
Cette version représente la première génération de Safir. Animée d'un moteur De Havilland Gipsy Major 10 de 147 ch (108 kW), elle fut fabriquée à 48 exemplaires. 10 appareils furent commandés par la force aérienne suédoise sous la désignation « TP-91 », qu'elle utilisa comme avion de liaison jusqu'en 1960. 8 appareils furent livrés à l'école néerlandaise de transport aérien, 16 appareils vendus à la Force aérienne éthiopienne, et 14 autres acquis par des pilotes privés.

### 91B

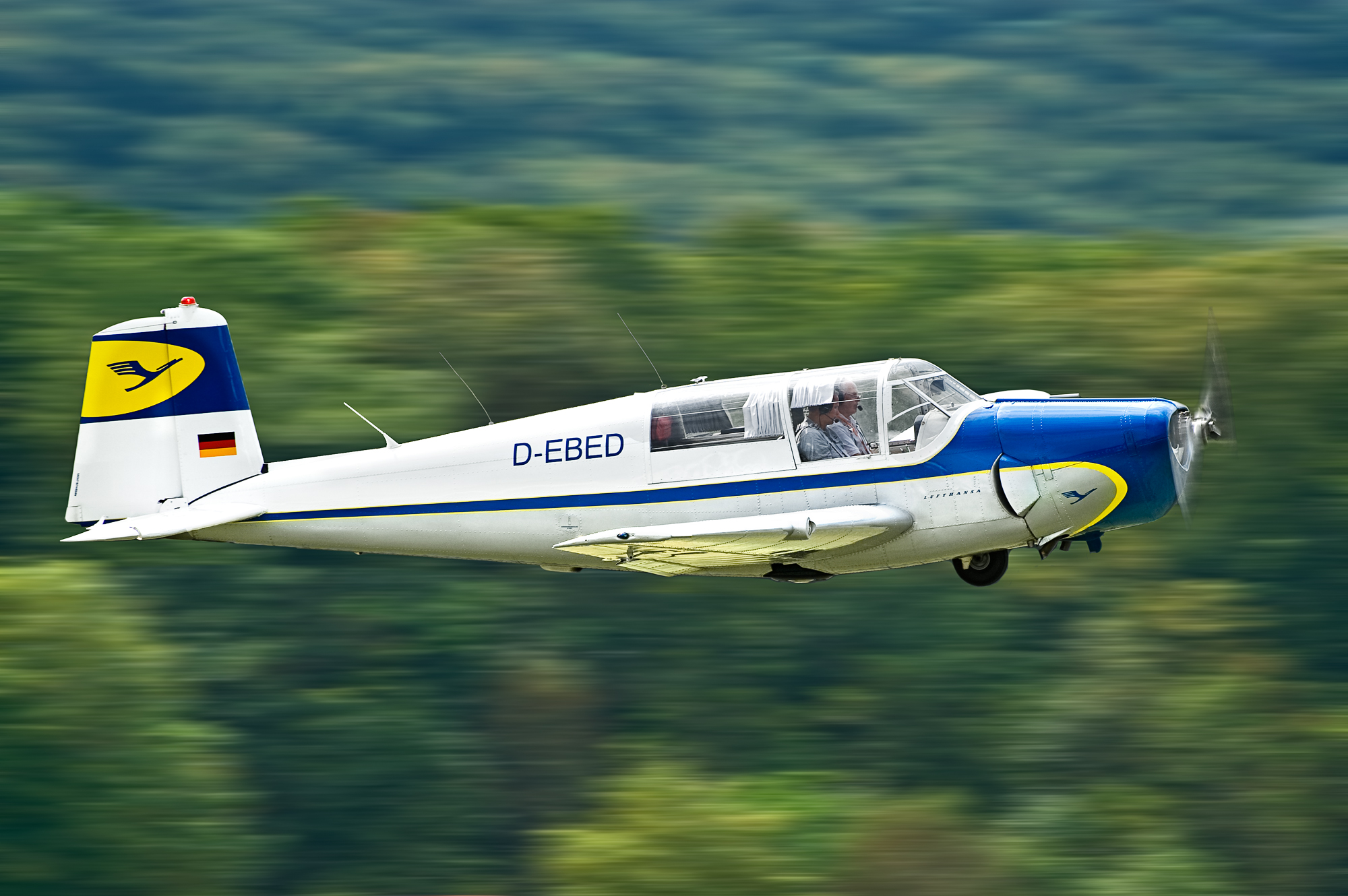
Saab Safir 91B

La version démarra le 18 janvier 1949 avec diverses améliorations, dont la venue du puissant moteur Lycoming O-435A de 190 ch (140 kW) couplé à une hélice tripale, pour un gain de performance conséquent, notamment en ce qui concerne le plafond pratique qui passa de 4 600 m à 6 200 m. La distance franchissable s'améliorait d'environ 100 km et la vitesse ascensionnelle s'établissait désormais à 350 m/min.
Les commandes de l'armée suédoise affluèrent tant, 75 appareils, que l'usine se trouva rapidement en limite de capacité de production. Saab accorda alors une licence au Néerlandais De Schelde, situé à Dordrecht, lequel assembla 120 appareils. En 1952 les 91B de l'école de l'air suédoise prirent la désignation « Sk 50B ». Quelques exemplaires furent acquis par des compagnies civiles, notamment Air France qui commanda 5 appareils pour sa flotte légère, la Sabena 8, l'Indonésie 6 appareils et la Lufthansa 2.
Une version militarisée à destination de l'armée norvégienne, équipée de mitrailleuses de 8 mm et équipée d'une hélice à pas variable, fut assemblée dès 1954 à 25 exemplaires dans l'usine suédoise enfin agrandie. Cet appareil désigné « 91B-2 » disposait en outre de huit pylônes sous voilure, permettant l'emport de paniers à roquettes de 63 mm, de missiles ou de bombes. La Force aérienne éthiopienne fera, elle, l'acquisition de 14 appareils 91B.

### 91C
Apparue en septembre 1953, cette version particulière toujours motorisée par le six cylindres de Lycoming comportait des réservoirs structuraux à carburant dans les ailes plutôt que dans le fuselage, ce qui permit de libérer une quatrième place passager. Elle conserva en outre l'hélice à pas variable du 91B. La force aérienne suédoise en commanda 14 sous la désignation « Sk 50C ». (photo de la fiche)

### 91D
Sur cette dernière évolution disponible dès 1957, Saab parvint à alléger la cellule du 91C en apportant quelques améliorations structurelles. L'avion recevait un nouveau moteur de 4 cylindres, le Lycoming O-360A1A à plat (boxer) de 180 ch (132 kW), et des freins à disque sur le train d'atterrissage. Cette machine eut beaucoup de succès, comme en témoigne l'achat par les forces finlandaises et néerlandaises de 16 appareils chacune, l'acquisition de 15 appareils par l'armée de l'air tunisienne et de 24 avions pour l'école de l'air autrichienne qui les utilisa de 1964 à 1993.
Le dernier Safir sortira des usines Saab le 8 juillet 1966.

## Performances distinctes
|                                | 91A   | 91B   | 91C   | 91D   |
| ------------------------------ | ----- | ----- | ----- | ----- |
| Vitesse maximale (km/h)        | 265   | 275   | 270   | 270   |
| Vitesse de croisière (km/h)    | 248   | 232   | 227   | 245   |
| Vitesse de décrochage (km/h)   | 85    | 90    | 90    | 90    |
| Vitesse ascensionnelle (m/min) | 300   | 350   | 255   | 243   |
| Plafond pratique (m)           | 4 600 | 5 200 | 6 100 | 5 100 |
| Distance franchissable (km)    | 960   | 1 075 | 960   | 1 060 |

## Utilisateurs

### Militaires
- Autriche - Österreichische Luftstreitkräfte - 24 Saab 91D pour l'école de l'air (1964-1993)
- Éthiopie - Force aérienne éthiopienne - 16 Saab 91A, 14 Saab 91B
- Finlande -
  - Suomen ilmavoimat (Force aérienne finlandaise) - 16 Saab 91D
  - Gardes frontières finlandais - 3 Saab 91D (1982 - 85)
- Japon - 1 Saab Sk-50B pour étude technique
- Norvège - Luftforsvaret (Force aérienne royale norvégienne) - 25 Saab 91B-2 (1954)
- Pays-Bas - Rijks Luchtvaartschool (école de l'air gouvernementale) - 8 Saab 91A (1950), puis 23 Saab 91D (1959-1980)
- Suède - Svenska flygvapnet (Force aérienne suédoise) - 10 Saab 91A, 75 Saab 91B (Sk-50B), 14 Saab 91C (Sk-50C)
- Tunisie - Armée de l'air tunisienne - 15 Saab 91D (1960-19xx)[4]

### Civils
- Allemagne - Lufthansa - 2 Saab 91B
- Australie
- Belgique - Sabena - 8 Saab 91B
- France - Air France - 5 Saab 91B
- Indonésie - École de l'aviation civile indonésienne - 6 Saab 91B
- Paraguay

## Origine du numéro
En 1945 lors de ses ambitions de diversification vers le domaine civil, Saab désigna les projets dans l'ordre par la dizaine « 9 ». Il y avait ainsi le projet 90, l'avion de transport de masse Scandia, le projet 91 qui était cet avion léger Safir de transport et d'entraînement, et le projet 92 qui concernait … une voiture, la fameuse UrSaab 92001. 